# Lasam
Lasam ist eine Stadtgemeinde in der philippinischen Provinz Cagayan. Sie wurde 1950 gegründet. Im Jahre 2015 lebten in dem 234 km² großen Gebiet 39.135 Menschen, wodurch sich eine Bevölkerungsdichte von 167 Einwohnern pro km² ergibt. Das Gelände im Tal des Cagayan ist sehr flach im Gegensatz zum Süden und Norden des Gemeindegebietes, wo es teilweise auf über 150 m ansteigt. Im Westen grenzt die Stadtgemeinde an die Provinz Apayao. Eine bedeutende Bildungseinrichtung in der Gemeinde ist die Cagayan State University.
Lasam ist in die folgenden 30 Baranggays aufgeteilt:
| - Aggunetan - Alannay - Battalan - Cabatacan East - Cabatacan West - Calapangan Norte - Calapangan Sur - Callao Norte - Callao Sur - Cataliganan | - Centro I - Centro II - Centro III - Finugo Norte - Gabun - Ignacio Jurado - Magsaysay - Malinta - Minanga Sur - Minanga Norte | - Nabannagan East - Nabannagan West - New Orlins - Nicolas Agatep - Peru - San Pedro - Sicalao - Tagao - Tucalan Passing - Viga |